# Movimiento elíptico
Un movimiento elíptico es un caso de movimiento acotado en el que una partícula describe una trayectoria elíptica. Existen diversos sistemas físicos donde sucede esto, entre ellos el movimiento planetario en un potencial gravitatorio newtoniano y el movimiento en un campo potencial armónico, ambos son ejemplos de campos de fuerza centrales.

## Movimiento planetario

Dos cuerpos orbitando alrededor de su centro de masas. Cada uno de los dos cuerpos se mueve según una órbita elíptica con el centro de masas situado en uno de los focos de la elipse.

De acuerdo con la teoría newton de la gravitación una partícula en un campo gravitatorio con simetría esférica experimentará un movimiento dado por la ecuación:

{\displaystyle m{\frac {d^{2}\mathbf {r} }{dt^{2}}}=-{\frac {GMm}{\|\mathbf {r} \|^{3}}}\mathbf {r} }

La ecuación de movimiento viene dada por la solución del problema de los dos cuerpos:

{\displaystyle r={\cfrac {\ell ^{2}/GM}{1+e\cos \theta }},\quad \ell =r^{2}{\dot {\theta }}}

Donde
{\displaystyle \mathbf {r} =r\mathbf {e} _{r}+\theta \mathbf {e} _{\theta }}
{\displaystyle \ell =\|\mathbf {L} \|/m}, es el momento angular por unidad de masa.
{\displaystyle e\,} la excentricidad de la órbita.

## Potencial armónico
Dada una partícula de masa m que se mueve en un campo de fuerzas cuya energía potencial sea de la forma:

{\displaystyle V(x,y)={\frac {k}{2}}(x^{2}+y^{2})={\frac {k}{2}}\|\mathbf {r} \|^{2}}

Por ejemplo una piedra sujeta de un hilo elástico que la une a un punto fijo, ejecutará un movimiento elíptico que es la composición de dos movimientos armónicos a lo largo de dos direcciones mutuamente perpendiculares, estos movimientos serán de diferente amplitud (la amplitud mayor coincidirá con el semieje mayor de la elipse y la otra con el semieje menor). Para un hilo de sección A, módulo de Young E y longitud L se tendría:

{\displaystyle k={\frac {EA}{L}}}

Estos dos movimientos tendrán un desfase entre ellas dependiente del momento angular. Las ecuaciones de movimiento para ese sistema serían de la forma:

{\displaystyle m{\frac {d^{2}x}{dt^{2}}}=-kx,\quad m{\frac {d^{2}y}{dt^{2}}}=-ky}

La solución de estas ecuaciones de movimiento resulta ser:

{\displaystyle x(t)=A_{x}\sin \left({\sqrt {\frac {k}{m}}}t+\beta _{x}\right),\quad y(t)=A_{y}\sin \left({\sqrt {\frac {k}{m}}}t+\beta _{y}\right)}

Existen dos integrales de movimiento, el momento angular y la energía mecánica de la partícula vienen dadas por:

{\displaystyle L_{z}=A_{x}A_{y}{\sqrt {km}}\sin(\beta _{1}-\beta _{2}),\quad E_{m}={\frac {k}{2}}(A_{x}^{2}+A_{y}^{2})}

FIN
- Datos: Q6025364